# Bretagne réunie
Bretagne réunie, anciennement dénommée Comité pour l’unité administrative de la Bretagne (CUAB), est une association indépendante de tout parti politique, regroupant des adhérents individuels et des associations, dont le but est la réunification administrative de la Bretagne c’est-à-dire le rattachement du département de la Loire-Atlantique, actuellement administrativement rattachée à la région Pays de la Loire, à la région Bretagne.

## Historique
Patrick Mareschal, ex-président du conseil général de la Loire-Atlantique, fut le premier président du CUAB.
Bretagne réunie se situe dans l'action entamée par le peintre nantais Michel Noury qui créa l'association Nantes en Bretagne dans les années 1960, à Nantes puis par B5 : une Bretagne à 5 départements en 1973, présidée par Yves Lainé.

### Liste de président(e)s du CUAB, puis Bretagne réunie
- Patrick Mareschal
- Ronan Dantec
- Jean Cevaer
- Alan Viaouet
- Pierre-Yves Le Rhun
- Alain Grand-Guillot
- Émile Granville
- Jean-Yves Bourriau
- Paul Loret
- Jean-François Le Bihan
- Paul Loret, Patrick Mareschal, Hervé Morvan et Alain Peigne
- Paul Loret et Alain Peigne
- Alan-Erwan Coraud, Philippe Clément, Alain Peigné (depuis septembre 2020)

## Objectifs et action
Cette association agit en animant des comités locaux d'adhérents, un réseau de socio-professionnels et des chercheurs, en se dotant d'une expertise citoyenne, en réalisant de l'éducation populaire sur la découverte de l'identité bretonne du Pays nantais et sur les intérêts à une réorganisation régionale permettant la réunification du territoire breton. Elle organise des actions revendicatives (manifestation de 5 000 à 40 000 manifestants à Nantes depuis plusieurs décennies, notamment en 1998, 1999, 2001, 2003, 2004 et 2014 et 2016), des actions de sensibilisation. Elle élabore des propositions concrètes et lutte contre l'éradication de l'identité bretonne du Pays nantais, contre l'image d'une région Bretagne omettant la Loire-Atlantique, contre la création d'une identité « paysdeloirienne » et contre une éventuelle région « Grand Ouest ».
L'association est unitaire, apolitique et dialogue avec les élus locaux et nationaux de tous bords, à l'exception des partis extrémistes, elle agit dans le respect des lois républicaines.
En 2017 - fait unique dans un département français - l'association se fixe pour objectif de récolter les 100.000 signatures nécessaires sur papier d'électeurs de Loire-Atlantique pour contraindre le conseil départemental de se saisir du droit d'option voté lors de la réforme territoriale de 2014-2015. Ce nombre correspond à 10 % du corps électoral du département et oblige l'inscription à l'ordre du jour de l'assemblée la tenue d'une consultation (objet de la pétition). Début août 2018, Bretagne réunie annonce avoir dépassé les 2/3 des signatures nécessaires, soit 67 000 signatures. Fin novembre de la même année, le seuil de 100 000 signatures est atteint. Elles sont déposées le 27 novembre au conseil départemental de Loire-Atlantique. Le président du conseil, Philippe Grosvalet, annonce réunir toutes les forces politique pour décider de la suite à donner à cette pétition.

## Partenariat
L'association déclare être en partenariat avec le site nhu.bzh.

## Citations
En 2000, pour Alain Grand-Guillot, ex-président du CUAB « le principal bénéficiaire de ce découpage, c'est l'État jacobin et centralisateur (…) Pour la Bretagne, c'est la reprise du découpage de Vichy que les dirigeants nantais acceptent à contrecœur. Ils auraient préféré que leur ville soit désignée comme capitale d'une Bretagne élargie plutôt que des Pays de Loire. »
Le 19 octobre 2009, dans l'édition nantaise de Ouest-France, M. Bourriau, président en exercice de Bretagne réunie, définissait la non-réunification de la Bretagne par un « blocage démocratique ».